# Канаора

Канаора (  ) — надстрочный диакритический знак письменности гурмукхи, обозначающий огласовку АО. Графически канаора является зеркально симметричным омоглифом первой буквы сирийского алфавита (эстрангело) аляф , которая также в некоторых восточносирийских текстах употребляется как огласовка. В начале слова канаора ставится над буквой Айра.
Пример:  (аор) — другой.

## Слова с канаорой
- ਔਰਤ (аорат) — женщина, жена.
- Чаока — цифра четыре.
- Чаоки — стул
- Чаокидар — сторож
- Чаомаса — сезон дождей (месяцы харх, саван, бхадон и ассу).